# Dominique Sourisse
Dominique Sourisse (* 1967 in Boulogne-Billancourt) ist ein französischer Dirigent, Musikdirektor und Hochschullehrer.

## Leben
Sourisse wuchs in Paris auf, wo er die Schule besuchte und sein Abitur ablegte. Er studierte an der Universität Paris-Sorbonne und am Pariser Konservatorium. Dort gewann er insgesamt sechs Preise, unter anderem den ersten Preis für Orchesterleitung.
Sourisse ist Inhaber des Certificat d’aptitude aux fonctions de directeur d’’École nationale de musique und unterrichtet an den Konservatorien Paris, Straßburg und Nogent-sur-Marne. Seit 20 Jahren leitet er außerdem einen internationalen Sommerkurs für geistliche Musik (Chant Choral et Musique Sacrée), seit 2016 in Schönwald stattfindet.
Sourisse spezialisierte sich zunächst auf Oratorien. Mit dem Ensemble Chorus 14 oder dem Choeur Arthur Honegger dirigierte er die großen Werke des Repertoires wie Bachs Johannespassion, Händels Messias, Haydns Jahreszeiten, Beethovens C-Dur-Messe, den Elias von Mendelssohn, L’enfance du Christ von Hector Berlioz, die Missa Choralis von Franz Liszt, das Requiem von Brahms, die Messa di Gloria von Giacomo Puccini, Le Roi David von Arthur Honegger, das Requiem von Maurice Duruflé, Stabat Mater von Francis Poulenc oder Benjamin Brittens War Requiem.
Sourisse inszenierte für verschiedene Opernhäuser u. a. The Fairy-Queen, Dido and Aeneas, Bastien und Bastienne, Die Entführung aus dem Serail, Don Giovanni, Die Zauberflöte, Der Liebestrank, Don Pasquale, La damnation de Faust, Macbeth von Verdi, La traviata, Faust, Orpheus in der Unterwelt, Die schöne Helena, Die Perlenfischer, Carmen, Samson und Delilah, Paillasse, Pelléas und Mélisande. Er gründete die Vereinigung OpEra 12, mit der er die Verbreitung der Oper als populäre Kunst fördern möchte. Im Juni 2011 war er Finalist beim 4. Internationalen Operndirigentenwettbewerb „Blue Danube“ in Burgas.
Sourisse ist verheiratet und hat vier Kinder.